# Escultura del hospital de la Santa Cruz y San Pablo

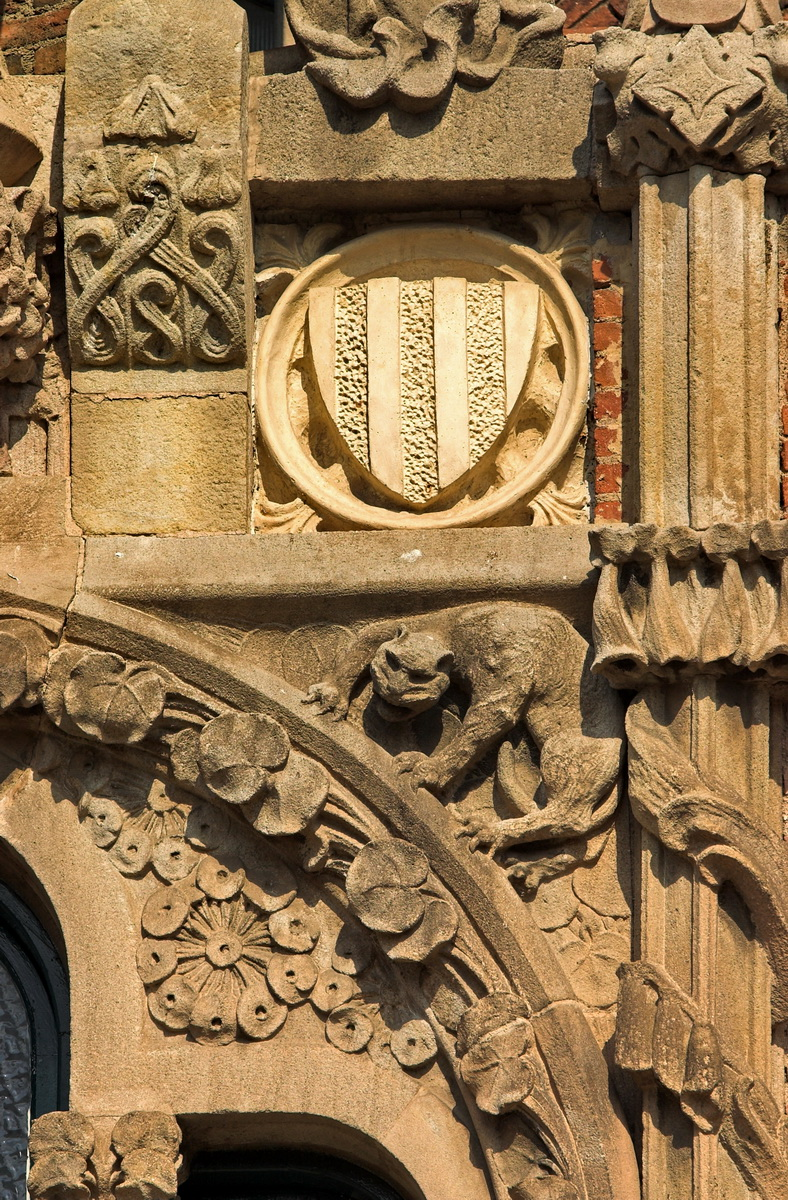
Composición escultural en la puerta del pabellón de la Merced. Heráldica, filigrana animales y detalles florales combinados

La escultura del recinto modernista del Hospital de la Santa Cruz y San Pablo de Barcelona es un extenso conjunto de obras que juega un papel fundamental en el despliegue iconográfico deseado por Pau Gil, mecenas del hospital, interpretado y diseñado por Domènech y Montaner. Los dos artistas clave en esta interpretación fueron Eusebi Arnau y su alumno Pablo Gargallo, además de la participación de Francesc Modolell.
El Hospital de la Santa Cruz y San Pablo es un conjunto modernista situado en Barcelona, proyectado por el arquitecto Lluís Domènech y Montaner y construido entre 1902 y 1930 en una primera fase por el mismo Domènech y Montaner y en una segunda, a partir de 1920, por su hijo Pere Domènech y Roura.
Domènech y Montaner disfrutó de una libertad absoluta en el diseño, la construcción y la decoración del hospital. Esto le permitió hacer un amplio despliegue de todos los conocimientos acumulados al taller del Castillo de los Tres Dragons creado después de la Exposición Universal de Barcelona (1888) donde contó con artesanos que colaborarían con él al hospital de San Pablo como Eusebi Arnau o la fábrica Pujol y Bausis. Por otro lado, había hecho una primera aplicación de sus estudios sobre temas higienistes al Instituto Pere Mata de Reus, un diseño que aprovechó en buena parte en este caso, así como en el uso de la cerámica y mosaico por razones ornamentales y sanitarias. La escultura, menos desarrollada en el caso de Reus, adquirió en el Hospital de la Santa Cruz y San Pablo una importancia iconográfica clave. Domènech aprovechó el carácter religioso de la institución que tenía que gestionar el hospital para desplegar toda una iconografía que diera cobertura a las diferentes sensibilidades de los hospitales históricos que formaban la institución y remarcara el carácter benéfico del nuevo hospital. El dominio que tenía de la simbología cristiana y de la heráldica le permitió ser el autor de los diseños hasta los más mínimos detalles.

## Los artistas
Domènech había conocido a Eusebi Arnau al taller-estudio del Castillo de los Tres Dragons cuando el escultor tenía 24 años y ya había colaborado con él en la Fonda España. Cuando fue contratado en el hospital el 1905, Arnau ya estaba trabajando en la Casa Amatller y el número de encargos que tenía debido a su fama le imposibilitaba atender toda la obra del hospital de Sant Pablo, y Domènech contrató en Pablo Gargallo, quién había sido discípulo de Arnau.
Arnau fue el responsable de las piezas que los contratos describen como «imágenes de 2 metros y de 1,5 a 2 metros», es decir, las figuras exentas de personajes históricos que rodean el edificio de administración y las de los santos patrones de los diferentes pabellones. También es el autor del escudo central de la fachada principal y del que hay al pabellón de operaciones. Gargallo diseñó todas las figuras ornamentales y las que decoran el cuerpo central del edificio de administración y la torre del reloj. También son suyos los paneles con las obras de misericordia que hay en la escalera de honor a nivel del primer piso y las imágenes y el escudo que hay al salón de actas.
Por otro lado, la escultura arquitectónica y decorativa que llena cada rincón de los pabellones es obra de Francesc Modolell.